# 贝菲和勒莫尔托姆
贝菲和勒莫尔托姆（法語：Beffu-et-le-Morthomme，法語發音：[bɛfy e lə mɔʁtɔm]）是法国大東部大區阿登省的一个市镇，属于武济耶区。

## 地理
贝菲和勒莫尔托姆（49°22'8"N, 4°53'58"E）面积5.49 平方千米，位于法国大東部大區阿登省，该省份为法国北部内陆省份，西接埃纳省，南至马恩省，东临默兹省，北与比利时接壤。
与贝菲和勒莫尔托姆接壤的市镇（或旧市镇、城区）包括：布里克奈、尚皮尼厄勒、韦尔佩勒、格朗普雷。
贝菲和勒莫尔托姆的时区为UTC+01:00、UTC+02:00（夏令时）。

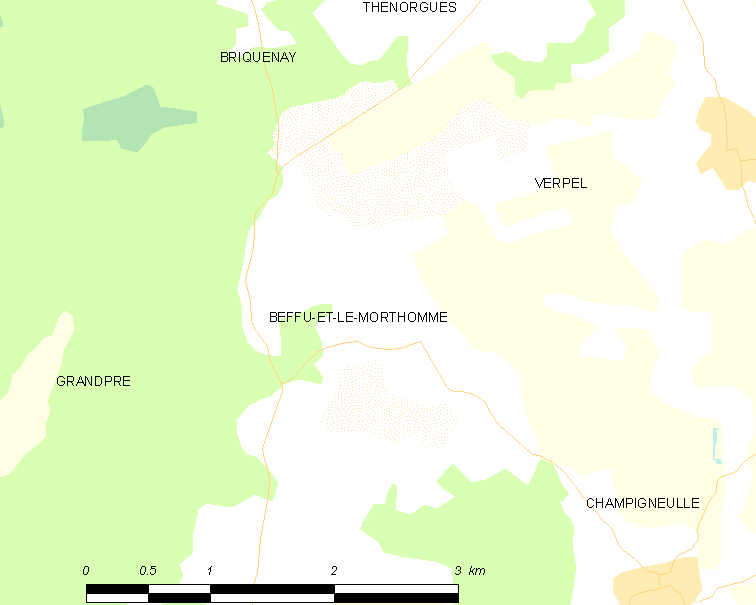
贝菲和勒莫尔托姆的OSM定位图

## 行政
贝菲和勒莫尔托姆的邮政编码为08250，INSEE市镇编码为08056。

## 政治
贝菲和勒莫尔托姆所属的省级选区为阿蒂尼县。

## 人口

1962-2008年间贝菲和勒莫尔托姆人口变化图示

贝菲和勒莫尔托姆于2022年1月1日时的人口数量为39人。